# Jentilzulo
Jentilzulo ou jentilkoba est le mot basque désignant le « gouffre des Jentilak » (gentils dans le sens « païens »).
Jentilzulo est le nom propre d'un dolmen situé à Etxarri-Aranatz (Navarre). À Orozko, il y a une grotte du même nom, près du quartier d'Anguru. Des Laminak y vivaient, des êtres à un seul œil sur le front et le reste de la figure humaine.

## Étymologie
Zulo (xilo en souletin), signifie « trou » en basque. Le suffixe a désigne l'article : ziloa se traduit donc par « le trou ». Pour désigner la caverne, le gouffre, l'antre, on utilise plutôt le terme ziloka.

## Légende
Il y a deux grottes qui portent de Jentizulo à Leitza (Navarre), proche du pont d'Ozparrun. Les Jentilak entretenaient de bonnes relations avec les habitants du hameau voisin, également appelé Ozparrun, tirant peut-être son nom du pont. Une fois les Jentilak voulurent emprunter aux gens d'une maison un soufflet et ces derniers, à leur tour, demandèrent et emportèrent chez eux un racloir d'or que les Jentilak avaient en leur possession. Prenant prétexte que les êtres de la grotte avaient commis quelque irrégularité, les gens d'Ozparrun ne voulurent plus leur prêter leur soufflet. Les Jentilak lancèrent alors contre eux cette malédiction :

« Quiconque est la dame d'Ozparrun, jamais elle n'aura une bonne santé. »